# Pan de Sant Jordi

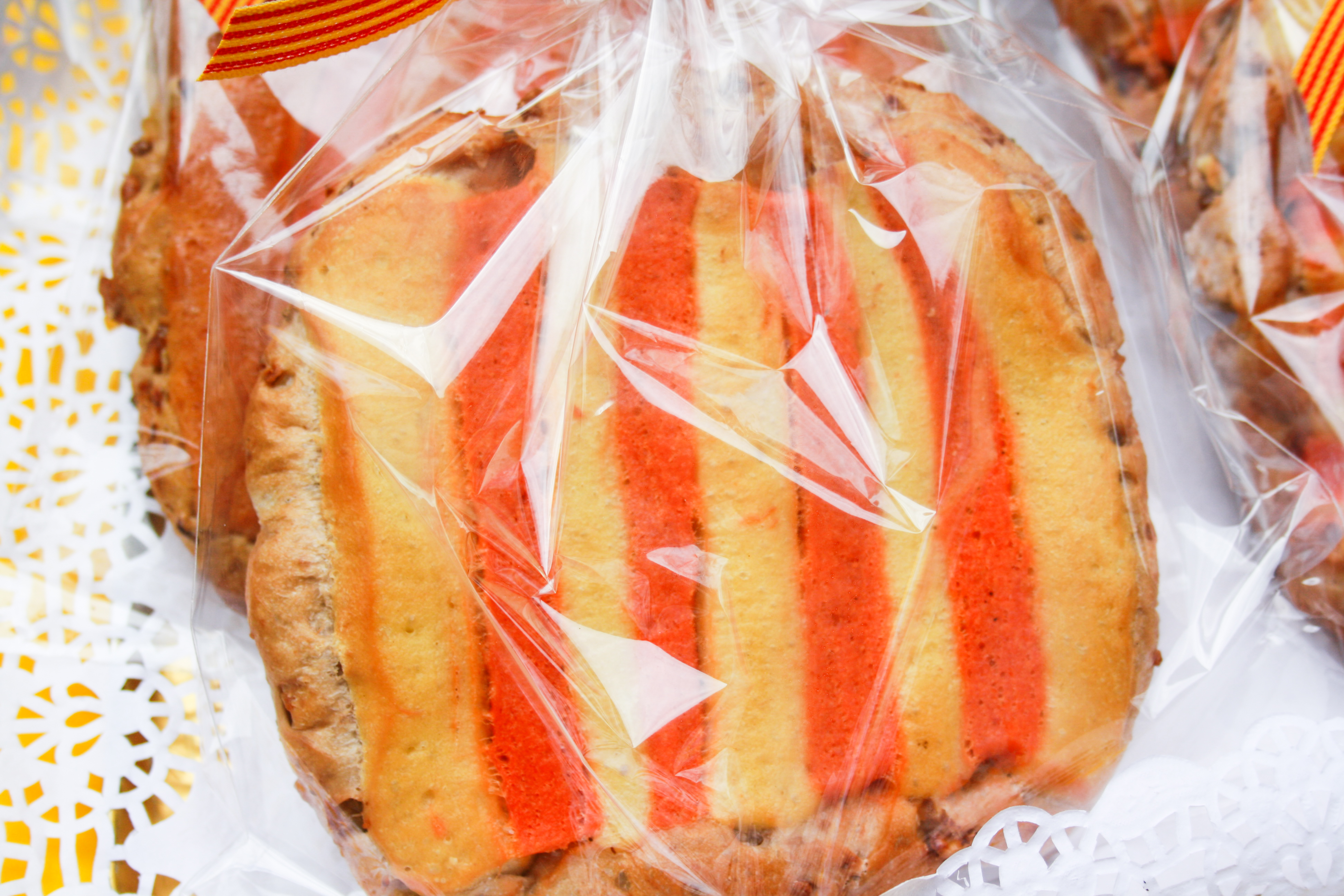
Pa de Sant Jordi en la Diada de Sant Jordi, Barcelona.

El pan de Sant Jordi es un pan de fiestas muy típico en Barcelona que tiene forma de pan de payés y la particularidad de estar enriquecido, en capas amarillas y rojas alternadas, con queso (que suele ser queso de Mahón) y sobrasada respectivamente, de manera que en las rebanadas se dibujan las cuatro barras catalanas. Además, contiene harina de fuerza, agua, levadura, sal, aceite de oliva y nueces. Algunos días tradicionales en los que se come y se suele encontrar en todas las panaderías son el día de Sant Jordi (23 de abril), la Diada de Catalunya (11 de septiembre) y la Festa Major de Barcelona (24 de septiembre). 
El pan de Sant Jordi fue inventado por el panadero barcelonés Eduard Crespo en 1989. En el año 1974 heredó de su abuelo la Fleca Balmes, una referencia entre las panaderías de la Ciudad Condal. Posteriormente el pa de Sant Jordi sería ampliamente difundido por el Gremio de Panaderos de Barcelona. Durante esa época se quiso instaurar también el «pastel de Sant Jordi», un bizcocho cortado varias veces y relleno con crema de mantequilla, de modo que parecieran páginas de un libro, que tuvo un éxito menor. 
No se debe confundir con el pan de San Jorge tradicional aragonés, un pan con forma triangular o de mujer, muy decorado, y más conocido como culeca con caña. El pan de San Jorge en Aragón es típico de las comarcas de Borja y el Moncayo, y a diferencia del pan catalán, tiene un origen remoto. Su textura es abizcochada y su sabor es dulce, y en su lado inferior se le inserta una pequeña caña que sirve de sostén. Se denomina así porque se prepara también por el 23 de abril. Además, los panaderos de Zaragoza el año 1992 crearon otro «pan de San Jorge» en honor al santo patrón. También en 1982 los reposteros desta villa crearon el «lanzón de San Jorge», un bizcocho o pastel de yema relleno de turrón y Licor 43.